# Codex Alexandrinus

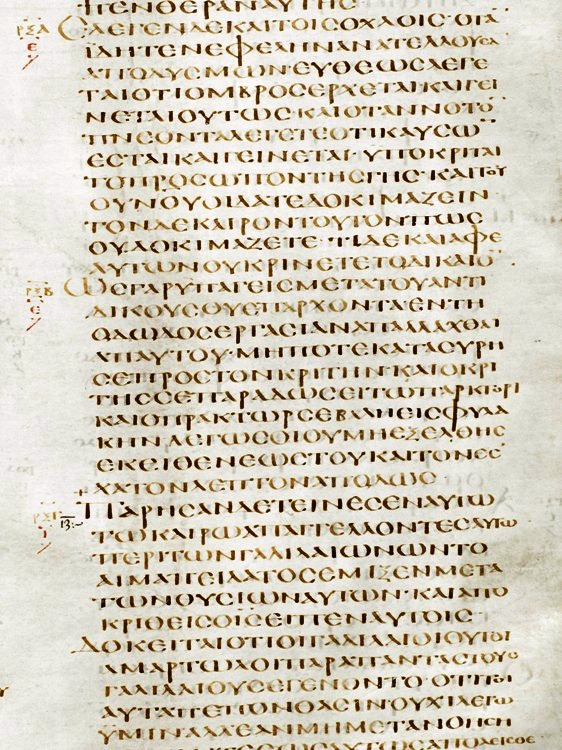
Lukas 12:54-13:4 i Codex Alexandrinus

Codex Alexandrinus (Nestle–Aland nr. A eller 02) (London, British Library, MS Royal 1. D. V-VIII) är en bibelhandskrift skriven med enbart stora bokstäver, så kallade handskriven pergamentmajuskel. Den innehåller en grekisk Bibel. Tydliga uppgifter om handskriften finns först på 1600-talet men handskriften är troligen några hundra år äldre. Den text som återges härstammar från 400-talet. Tillsammans med Codex Sinaiticus och Codex Vaticanus är det en av det tidigaste och mest kompletta bibelmanuskripten.
Codex Alexandrinus, som består av tre delar av sammanfogade mindre handskrifter, innehåller nästan hela Nya testamentet och större delen av Gamla testamentet på grekiska (Septuaginta). Av Nya Testamentet saknas delar av Första Johannesbrevet, Andra Korinthierbrevet, och nästan hela Matteusevangeliet, men däremot innehåller den Första och Andra Klemensbreven .
Denna codex tillhörde en gång patriarken Athanasius II av Alexandria, utsedd till patriark år 1276 och handskriften förvarades i hans bibliotek i Alexandria. Patriarken av Konstantinopel, Kyrillos Lukaris (1572–1638), har troligen tagit den med sig när han blev patriark av Konstantinopel, efter att dessförinnan varit patriark av Alexandria. Lukaris skänkte den på 1600-talet till kung Karl II av England. Handskriften förvaras nu i British Museum i London. Bladen i handskriften är cirka 33 × 26 cm.